# Villagreca
Villagreca è una frazione di 290 abitanti del comune di Nuraminis. Fu comune autonomo fino al 1868.

## Storia
La presenza dell'uomo nel territorio risale al periodo prenuragico e nuragico per la presenza di alcune testimonianze archeologiche. L'area fu abitata anche in epoca romana.
Nel medioevo appartenne al giudicato di Cagliari, nella curatoria di Nuraminis. Alla caduta del giudicato (1258), dopo una breve parentesi di dominazione pisana, passa sotto il dominio aragonese. Nel 1414 venne incorporato nella baronia di Furtei, feudo dei Sanjust, ai quali fu riscattato nel 1839 con la soppressione del sistema feudale.
Dal 1861, con l'Unità d'Italia, fino al 18 febbraio 1868 fu un comune autonomo, per poi divenire frazione di Nuraminis.